# Maaspoort
Maaspoort é um bairro do município de 's-Hertogenbosch. Ele tem 5,66 quilômetros quadrados e 17 990  habitantes. Localiza-se a norte da autoestrada A59.
O bairro é composto dos seguintes distritos:
1. Abdijenbuurt
2. Bedrijventerrein Maaspoort
3. De Italiaanse buurt
4. De Staatsliedenbuurt
5. Het Zilverpark
6. Lokeren
7. Maasdal
8. Maasoever
9. Maasstroom
10. Maasvallei
11. Oud-Empel

A construção do bairro começou em 1977, e é caracterizada por diferentes estilos arquitetônicos. Neste bairro localiza-se o Maaspoort Sports & Events, um ginásio de esportes multifuncional que sedia os jogos do clube de basquetebol da cidade, o EiffelTowers, várias vezes campeão neerlandês.